# Vorbenutzung
Die Vorbenutzung im Patentrecht regelt in mehreren Ländern, beispielsweise in Deutschland und Österreich, das Recht eines Benutzers einer technischen Erfindung, der diese, unveröffentlicht, vor Anmeldung bzw. dem Prioritätstag eines Patentes oder eines Gebrauchsmusters bereits genutzt hat. Dieser Vorbenutzer verliert durch das Patent nicht das Recht den Gegenstand herzustellen, zu besitzen oder in Verkehr zu bringen. Eine Vorbenutzung kann im Patentregister verbüchert werden. 
Allerdings ist dieses Recht nicht veräußer-, aber vererbbar. Dies ist insbesondere dann problematisch, wenn an einem Vertriebsweg mehrere Partner beteiligt sind, von denen lediglich einer den Status eines Vorbenutzers hat, da auch der Transport, das Feilhalten und Verkaufen einen Eingriff in ein bestehendes Schutzrecht darstellen, wobei die gängige Rechtsprechung in einzelnen Ländern stark unterschiedlich ist.
In der Praxis ist der Nachweis einer Vorbenutzung meist schwierig, hinzu kommt, dass Änderungen am Gegenstand nur möglich sind, wenn sie das entsprechende Patent nicht verletzen.
Eine offenkundige Vorbenutzung besteht dann, wenn ein Teil der Öffentlichkeit, vor der Anmeldung bzw. dem Prioritätstag von der Vorbenutzung informiert wurde, also beispielsweise eine Führung durch das Firmengelände veranstaltet wurde, bei der die Details offenbart wurden. Wenn es sich hierbei lediglich um Geschäftspartner oder Angestellte handelt, welche zur Geheimhaltung verpflichtet sind, ist die Vorbenutzung nicht offenkundig. 
In den meisten Ländern bewirkt eine offenkundige Vorbenutzung, sei es durch den Anmelder selbst oder durch einen dritten vorgenommen, dass der offenkundig vorbenutzte Teil zum Stand der Technik gehört und nicht mehr patentierbar ist.